# 奥田重栄
奥田 重栄（おくだ しげよし、1872年8月13日（明治5年7月10日） - 1956年（昭和31年）1月10日）は、日本の陸軍軍人。最終階級は陸軍少将。

## 略歴
旧会津藩士・奥田鉱一郎の養子。陸軍幼年学校から陸軍士官学校入校（5期）。同期生に菱刈隆、松江豊寿がいる。1894年（明治27年）9月、陸軍歩兵少尉に任官し、歩兵第5連隊付となる。
ほどなく日清戦争の開戦を迎え出征。1895年（明治28年）1月、龍睡島へ上陸したのを皮切りに虎山、寧海州、威衛海と転戦。全州の守備についたのち、台湾・基隆に上陸。急水渓河口、王爺頭などで歴戦した。日露戦争では歩兵第37連隊第12中隊長として沙河会戦に参戦し、林盛堡のロシア軍を駆逐した。奥田はこの戦いで負傷している。
歩兵第16連隊附中佐、福知山連隊区司令官を経て、1917年（大正6年）11月15日、歩兵第40連隊長に補され同職を3年半務めた後、1921年（大正10年）4月、少将へ昇進し台湾第2守備隊司令官となる。1924年（大正13年）2月26日予備役編入。
その後の奥田は京都に居住し、自宅には財団法人黒谷会津墓地保護会の京都支部（本部は会津松平家邸）が設置された。四男の重武は1934年（昭和9年）時点で陸軍幼年学校生徒である。稚松会会員。
1947年（昭和22年）11月28日、公職追放仮指定を受けた。

## 奉公袋と大山雪中行軍
奥田は福知山連隊司令官在職中、軍人が出征する場合の必需品を袋に入れて用意しておくように訓示した。この袋を「嗜袋」と称していたが、これが陸軍大臣・田中義一の知るところなり、在郷軍人に同様の準備を行うよう処置した。これが軍人が入営する際広く使われた「奉公袋」である。また奥田は連隊長在任中、師団長から雪中行軍の研究を命じられ、伯耆大山登攀計画を立案した。地元の未曾有の無謀企図とする反対にもかかわらず、自ら参加して計画を無事成功に導いている。この成功は大正天皇の上聞に達した。

## 栄典
位階
- 1894年（明治27年）10月26日 - 正八位[5]

勲章
- 1940年（昭和15年）8月15日 - 紀元二千六百年祝典記念章[6]